# 이소담
이소담(1994년 10월 12일~)은 대한민국의 여자 축구 선수로, 포지션은 미드필더이다. 현재 WK리그 인천 현대제철 레드엔젤스에서 뛰고 있다. 2010년 FIFA U-17 여자 월드컵에 참가하여 결승전에서 동점골을 득점해 팀의 우승에 기여하였다.

## 구단 경력
이소담은 2018시즌 개막을 앞두고 인천 현대제철 레드엔젤스에 입단했다.
L2021년 1월 5일 2년 옵션이 포함된 1년 계약으로 스카이 블루 FC에 합류했다. 2021년 12월 4일, 구단은 이소담의 계약 제안을 거부하고 그녀와 이별했다.

## 선수 경력
- 2015년 2월 1일 기준

### 클럽
| 클럽            | 시즌 | WK리그 | WK리그 | 전국여자축구선수권대회 | 전국여자축구선수권대회 | 전국체육대회 | 전국체육대회 | 통산 | 통산 |
| 클럽            | 시즌 | 출장   | 득점   | 출장                   | 득점                   | 출장         | 득점         | 출장 | 득점 |
| --------------- | ---- | ------ | ------ | ---------------------- | ---------------------- | ------------ | ------------ | ---- | ---- |
| 대전 스포츠토토 | 2015 |        |        |                        |                        |              |              |      |      |
| 통산            |      |        |        |                        |                        |              |              |      |      |

### 국가대표팀
- 2010년 FIFA U-17 여자 월드컵 국가대표
- 2012년 FIFA U-20 여자 월드컵 국가대표
- 2013년 AFC U-19 여자 챔피언십 국가대표
- 2014년 FIFA U-20 여자 월드컵 국가대표
- 2014년 키프로스컵 국가대표
- 2014년 AFC 여자 아시안컵 국가대표
- 2014년 아시안 게임 여자 축구 국가대표
- 2015년 키프로스컵 국가대표
- 2015년 FIFA 여자 월드컵 국가대표

## 국가대표팀 득점 기록
- 2015년 7월 1일 기준
- 득점과 결과 리스트는 대한민국 여자 축구 국가대표팀의 득점을 먼저 기록

| # | 일시            | 장소                 | 상대 국가 | 득점 | 결과 | 경기 형식          |
| - | --------------- | -------------------- | --------- | ---- | ---- | ------------------ |
| 1 | 2014년 9월 21일 | 대한민국, 인천광역시 | 몰디브    | 3-0  | 13-0 | 2014년 아시안 게임 |

## 수상 경력

### 국가대표팀
- 2010년 FIFA U-17 여자 월드컵 우승
- 2013년 AFC U-19 여자 챔피언십 우승
- 2014년 AFC 여자 아시안컵 4위
- 2014년 아시안 게임 여자 축구 동메달

### 개인
- 2012년 대한축구협회 시상식 여자고등부 최우수선수상

## 기타
- 아버지가 수도방위사령부 원사이다.[7]